# ロイヤル・バイキング・サン
ロイヤル・バイキング・サン（Royal Viking Sun）は、1988年に建造され、後にシーボーン・サン（Seabourn Sun）、プリンセンダム（Prinsendam）と名称が変化したクルーズ客船。2019年夏にアメラに改名予定。

## ロイヤル・バイキング・ライン
1988年に就航し、ロイヤル・バイキング・ラインの船隊に加わると、程なく洗練されたサービスと誠実な乗客サポートにより知られるようになり、船隊の中でも広く知られる部類に加わった。

## キュナード・ライン
1994年、ロイヤル・バイキング・ラインの解体に伴ってキュナード・ラインはロイヤル・バイキングのブランドを取得し、本船も購入した。船名は変更されることなく、新たに編成された『キュナード・ロイヤル・バイキング』部門に配備された。5つ星の等級を得た本船は、キュナード時代の大半においてキュナード最高等級の地位にあった。
キュナードの船として世界周航に用いられ、乗員乗客を通じて高い人気と需要を得た。
1999年にはキュナード・ラインとシーボーン・クルーズ・ラインの共通の親会社であるカーニバル・コーポレーションが両社の合併を決め、ロイヤル・バイキング・サンは、シーボーン・サンとしてシーボーン・クルーズ・ラインに移籍した。シーボーン・サンとしての運航は、シーボーン・クルーズ・ラインが小型のクルーズ客船に注力する方向に変化したことから、2002年の南アメリカ周遊を持って終了した。

## ホーランド・アメリカライン
カーニバル傘下のホーランド・アメリカラインに移籍したシーボーン・サンは改修工事を受け、プリンセンダムと改名された。エレガント・エクスプローラー（Elegant Explorer）と称されるようになった本船は、ホーランド・アメリカラインの他の船よりも小型で、異なる旅程を有し、ブティッククラスに相当する乗客一人当たりの面積と各種の設備・サービスを提供した。
2007年2月1日、ホーン岬付近で12mの高波に2度襲われ、入院を含む40人の負傷者を出した。
プリンセンダムは毎年数回の長期航海を行う運用がなされており、2011年には1月から2月には南米から南極にかけて、3月から4月には黒海・地中海での航海を行った。フェーンダム、アムステルダムと並びホーランド・アメリカラインで南極に赴く3隻の内の1隻である。また、低い全高によりキール運河を航行可能な少数のクルーズ客船にも属している。
2012年3月22日、ポルティマン沖で8人乗り漁船の遭難信号を受信し、現場海域に到着したところ漁船は沈没し救命いかだに乗り移った8人を発見した。ポルトガル沿岸警備隊からの指示により8人を救助し、ヘリコプターで陸へ搬送するまで待機した。